# Húzódzkodás alsó fogással

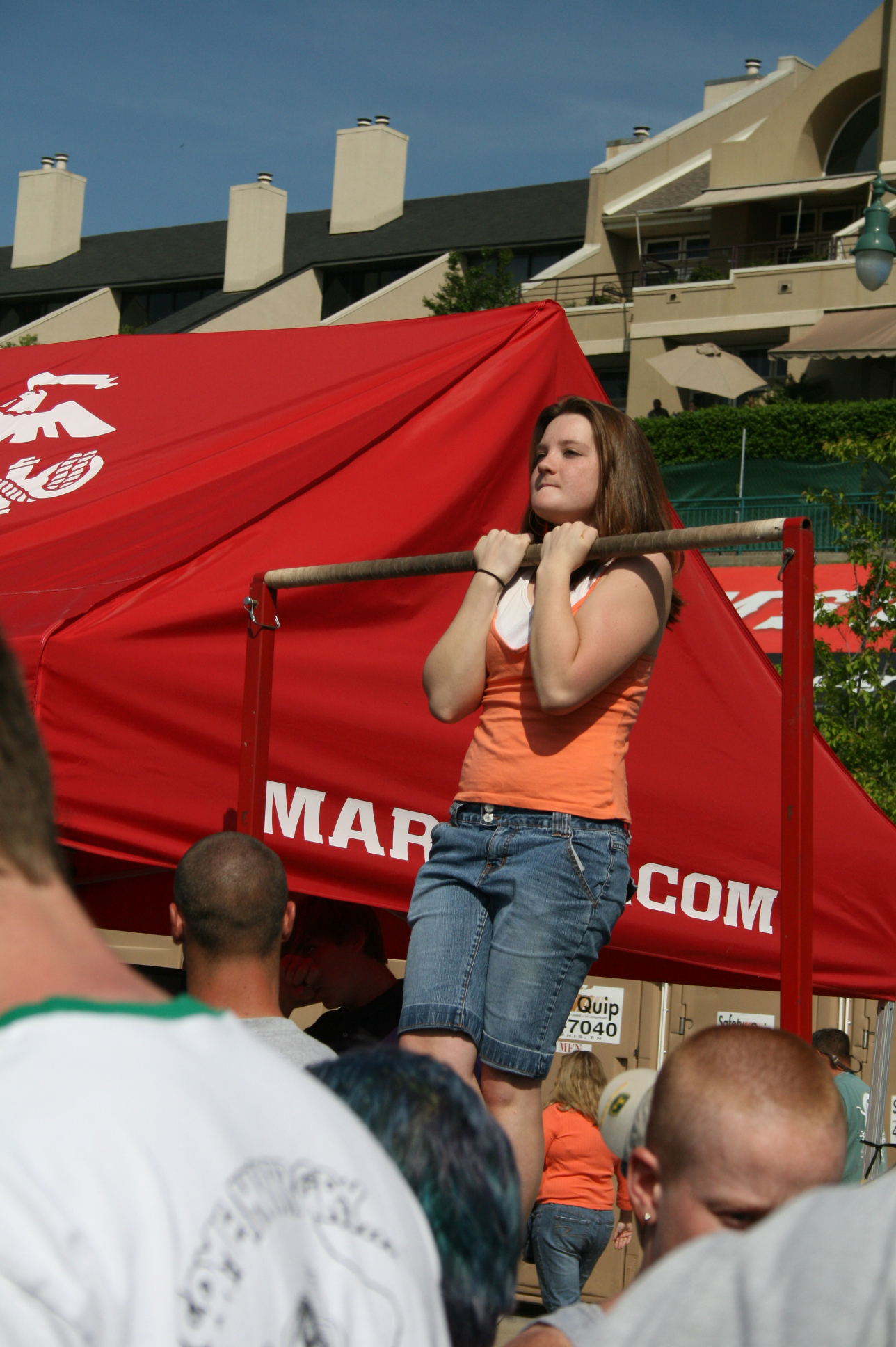
Húzódzkodás alsó fogással

A húzódzkodás alsó fogással saját testsúllyal végzett ellenállásos gyakorlat, mely elsősorban a bicepsz edzésére alkalmas, másodsorban pedig a hátizmokat, a vállöv izmait és az alkarizmokat dolgoztatja. A húzódzkodás egy variációja, szűk fogással, a tenyerek befelé néznek. A két kéz távolsága 15 és 30 centiméter közötti, általában maximum vállszélességű lehet, a lábakat hátul összekulcsolják vagy elöl kinyújtják. A mozdulat felső részénél az áll a rúd fölé kerül, innen ered az angol elnevezése is (chin up).
A fogásvariációkkal ez a gyakorlat is változtatható, annak függvényében, milyen izmokat céloz meg a sportoló. Bár általában a szűk alsó fogás jellemző, széles alsó fogással is lehet végezni a gyakorlatot, ekkor a rotátor köpeny izmai (kis görgetegizom, tövis feletti izom, lapockatövis alatti izom, lapocka alatti izom) kerülnek fókuszba. A gyakorlat ugrásból (jumping chin-up) és egy kézzel is végezhető.
A gyakorlathoz különféle húzódzkodó rudak és keretek állnak rendelkezésre, olyan keretek is léteznek, ahol a szűk alsó fogás során a tenyerek egymás felé néznek.

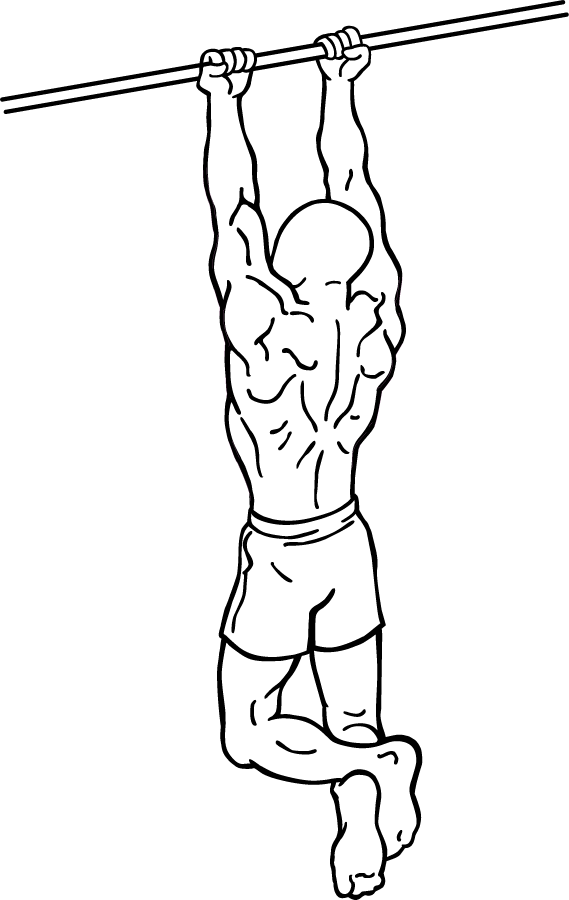
Kiinduló pozíció
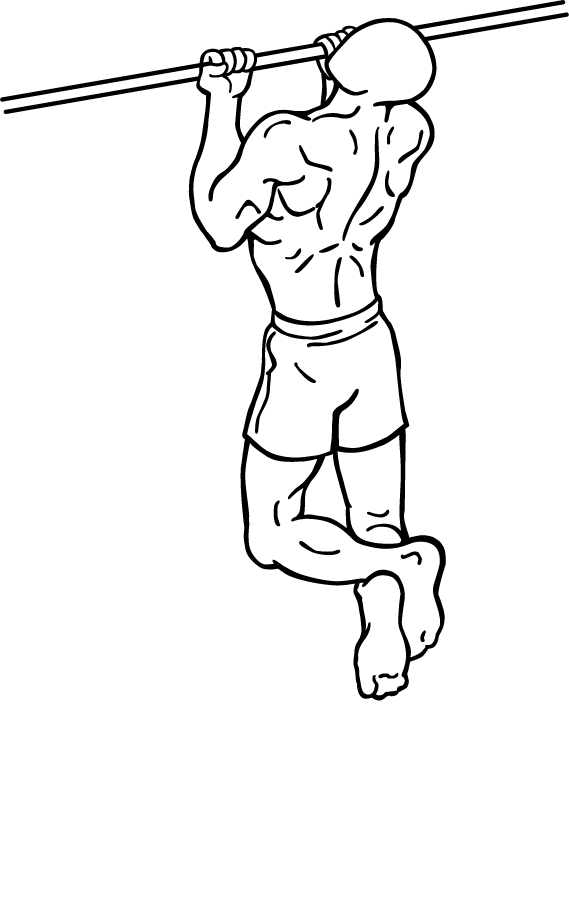
Végpozíció
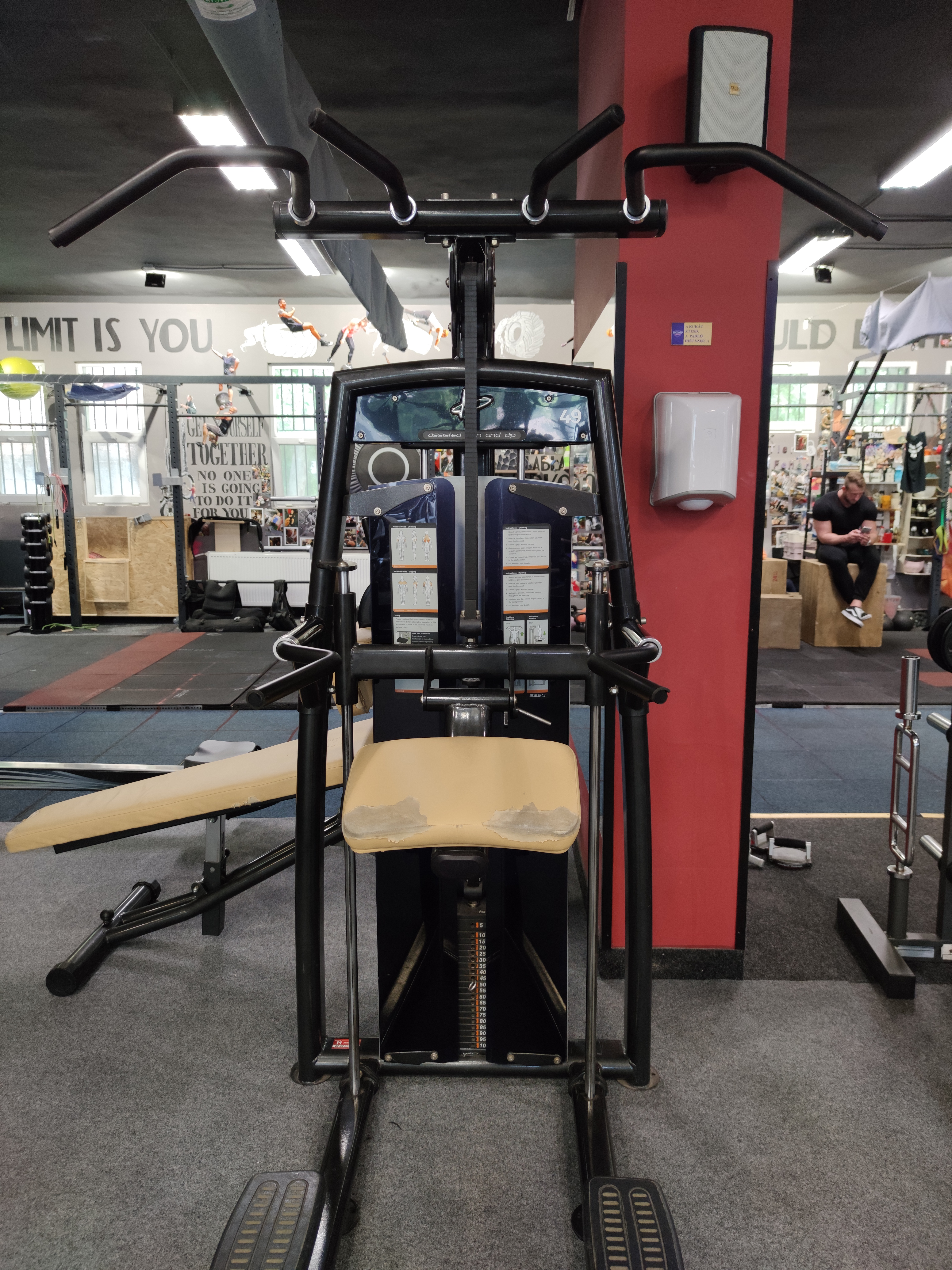
Húzódzkodó- és tolódzkodógép
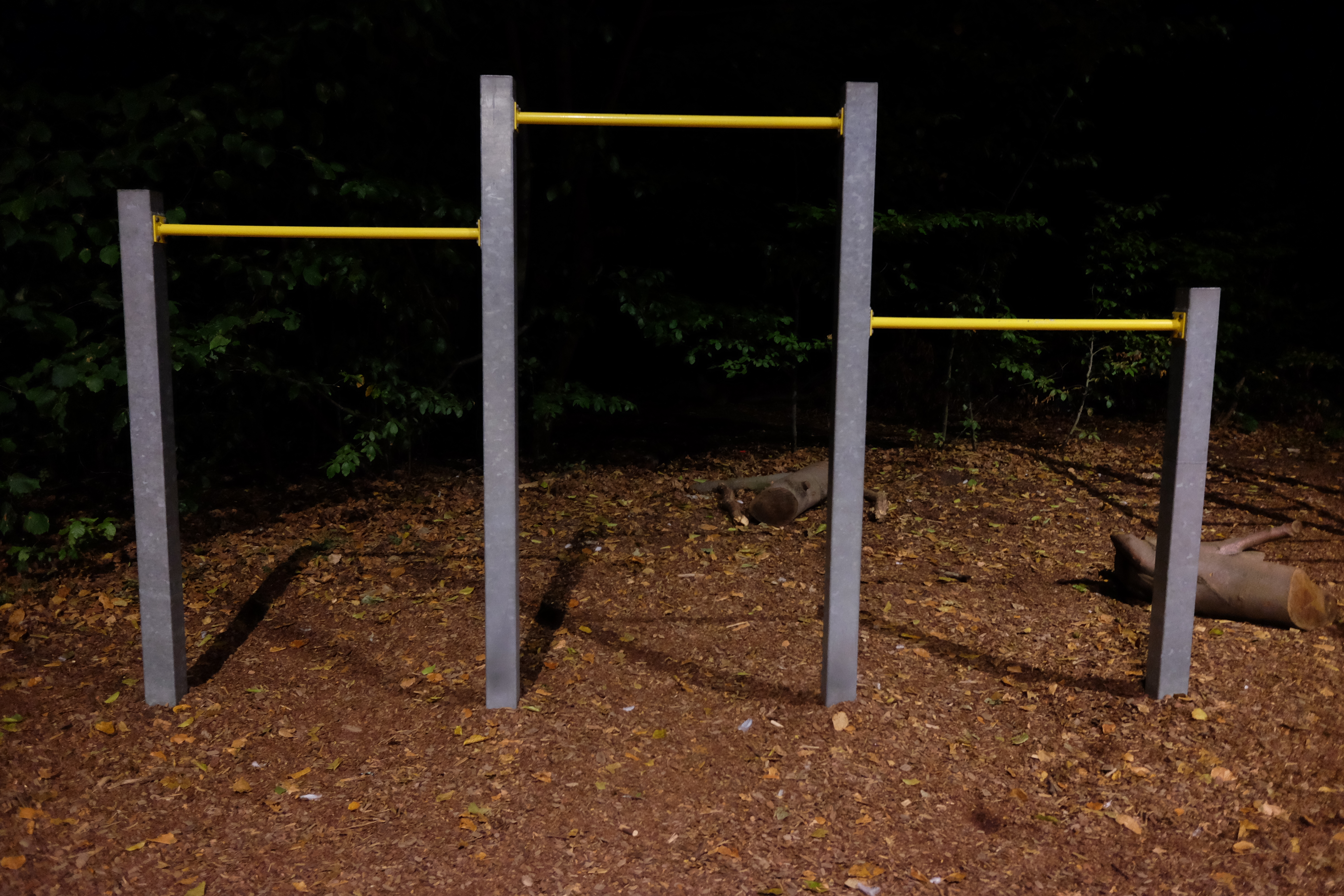
Húzódzkodó rudak a szabadban